# Земноводні
Земново́дні, або амфібії — ектотермні чотириногі хребетні тварини, що складають клас Amphibia. У найширшому розумінні це парафілетична група, що охоплює всіх чотириногих, за винятком амніотів (чотириногих з амніотичною оболонкою, таких як сучасні рептилії, птахи та ссавці). Всі сучасні земноводні належать до монофілетичного підкласу Lissamphibia (безпанцирні амфібії) з трьома рядами: Anura (жаби і ропухи), Urodela (саламандри) і Gymnophiona (безногі земноводні). В Україні мешкає 20 видів.
Еволюціонувавши як напівводні, амфібії пристосувалися до життя в найрізноманітніших середовищах існування. Більшість видів живуть у прісноводних, водно-болотних або наземних екосистемах (наприклад, у заплавних масивах, підземних і навіть деревних середовищах). Їхній життєвий цикл, як правило, починається з водних личинок із зябрами, відомих як пуголовки, однак деякі види розвинули поведінкові адаптації, щоб обійти цю стадію.
Земноводні використовують шкіру як вторинний дихальний орган. Деякі дрібні наземні саламандри та жаби навіть не мають легенів і повністю покладаються на шкіру для дихання. Земноводні зовні схожі на рептилій, таких як ящірки, але, на відміну від плазунів та інших амніотів, потребують доступу до водойм для розмноження. Завдяки своїм складним репродуктивним потребам і проникній шкірі амфібії часто є екологічними індикаторами умов існування. В останні десятиліття спостерігається різке скорочення популяцій земноводних серед багатьох видів по всьому світу.
Найдавніші земноводні розвинулися в девонському періоді від тетраподоморфних лопатеперих риб (зі зчленованими плавниками, схожими на кінцівки), у яких розвинулися примітивні легені, що допомогли їм пристосуватися до життя на суші. Вони диверсифікувалися і стали екологічно домінівними протягом кам'яновугільного та пермського періодів, але пізніше були витіснені в наземних середовищах ранніми плазунами та базальними синапсидами (попередниками ссавців). Походження сучасних безпанцирних земноводних, що вперше з'явилися в ранньому тріасі, ~250 млн років тому, довгий час було предметом суперечок. Найпоширеніша гіпотеза полягає в тому, що вони, ймовірно, походять від темноспондилів, найрізноманітнішої групи доісторичних амфібій перму. Інша гіпотеза припускає, що вони розвинулися від тонкохребцевих. Четверта група безпанцирних земноводних, Albanerpetontidae, вимерла ~2 млн років тому.
Станом на 2025 р. відомо близько 8800 видів земноводних, з яких майже 90 % — жаби. Найменшим земноводним (і хребетною твариною) у світі є жаба з Нової Гвінеї (Paedophryne amauensis) довжиною всього 7,7 мм. Найбільша сучасна амфібія — південно-китайська гігантська саламандра (Andrias sligoi) завдовжки 1,8 м, але її затьмарюють доісторичні темноспондили, такі як Mastodonsaurus, які могли сягати 6 м завдовжки. Вивчення земноводних називається батрахологією, тоді як вивчення плазунів та амфібій — герпетологією.

## Еволюція
Земноводні походять від стародавніх кистеперих риб і дали початок представникам класу плазуни. Найпримітивнішим рядом земноводних вважають хвостатих. Хвостаті земноводні найбільш схожі з найдавнішими представниками класу. Більш спеціалізованими групами є безхвості земноводні та безногі.
Про походження земноводних досі ведуться суперечки. Згідно з останніми даними, земноводні походять від стародавніх кистеперих риб, а саме від ряду рипідістій. За будовою кінцівки і черепа ці риби близькі до викопних земноводних (стегоцефалів), яких вважають предками сучасних амфібій. Найархаїчнішою групою вважають іхтіостегіди, які зберігають ряд рис, що властиві рибам — хвостовий плавник, рудименти зябрових кришок, органи, що відповідають органам бічної лінії риб. Проте в 2024 році, в науковому виданні Biological Sciences було опубліковано результати дослідження, згідно якого міжнародна група біологів-еволюціоністів та палеонтологів виявила найдавніші на сьогодні останки жаби, яка жила приблизно 100 мільйонів років тому та належала до виду Gansubatrachus qilianensis.

### Основніароморфози
1. Поява пятипалої кінцівки.
2. Розвиток легенів.
3. Наявність трикамерного серця.
4. Формування середнього вуха.
5. Поява двох кіл кровообігу

## Опис
Це перші наземні хребетні, котрі зберігають тісний зв'язок з водним середовищем. Розмножуються у воді (у частини видів, зокрема в поширеної в Карпатах саламандри, відоме яйцеживородіння). У процесі індивідуального розвитку земноводні проходять стадію водної личинки, що дихає зябрами. У дорослих, окрім легень, як додаткового органу дихання використовується шкіра, вкрита слизом, що також засвідчує їхній тісний зв'язок з вологими біотопами.
Всі земноводні проходять стадію метаморфозу, тобто процес перетворення водної личинки на дорослу наземну тварину. Так само як риби і рептилії, вони продовжують рости протягом всього життя та не здатні підтримувати температуру тіла, відмінною від температури навколишнього середовища.
Земноводні виникли не менше 300 млн років тому і за час існування стали досить поширеними — місця їхнього мешкання надзвичайно різноманітні, діапазон пристосування до умов дуже широкий.
Сучасні вижилі представники представлені трьома рядами:
- Безхвості земноводні (жаби, квакші тощо) — близько 2100 видів.
- Хвостаті земноводні (саламандри, тритони тощо) — близько 280 видів.
- Безногі земноводні, єдина родина черв'яг — близько 60 видів.

В Україні поширені види двох перших груп. Найвідомішими у нас є такі види, як тритон звичайний, ропуха сіра, жаба озерна.
Усі земноводні є важливими компонентами екосистем та індикаторами стану середовища. Багато з них є об'єктом промислу. Жаби широко використовуються в біологічних дослідженнях. Вдячні дослідники поставили їм пам'ятники у Парижі та Токіо. Першими космонавтами серед хребетних також були жаби.

## Загальна характеристика

### Шкірні покриви
Усі земноводні мають гладеньку тонку шкіру, яка порівняно легко проникна для рідин і газів. Будова шкіри є характерною для хребетних тварин: виділяється багатошаровий епідерміс і власне шкіра (коріум). Шкіра багата шкірними залозами, що виділяють слиз. У деяких слиз може бути отруйний, або полегшувати газообмін. Шкіра є додатковим органом газообміну і забезпечена густою мережею капілярів.
Рогові утвори дуже рідкісні, також рідкісні й окостеніння шкіри: в Ephippiger aurantiacus і рогатої жаби виду Ceratophrys dorsata є кістяна платівка у шкірі спини, в безногих земноводних — лусочки; в жаб іноді під старість відкладається вапно у шкірі.

### Скелет
Тіло розділене на голову, тулуб, хвіст (у хвостатих) і п'ятипалі кінцівки. Голова рухома, з'єднана з тулубом.
Скелет розділений на відділи:
- Осьовий скелет (хребет);
- Скелет голови (череп);
- Скелет вільних кінцівок та їх поясів.

У хребті виділяють 4 відділи: шийний, тулубовий, крижовий і хвостовий. Число хребців — від 7 у безхвостих до 200 у безногих земноводних.
Шийний хребець рухомо причленяється до потиличного відділу черепа (забезпечує рухливість голови). До тулубових хребців прикріплюються ребра (крім безхвостих, у яких вони відсутні). Єдиний крижовий хребець з'єднаний з тазовим поясом. У безхвостих хребці хвостового відділу зростаються в одну кістку.
Плоский і широкий череп зчленовується з хребтом за допомогою двох виростків, утворених потиличними кістками. Череп аутостилічний.
Скелет кінцівок утворений скелетом пояса кінцівок і скелетом вільних кінцівок. Плечовий пояс лежить у товщі мускулатури і включає парні лопатки, ключиці та воронячі кістки, з'єднані з грудниною. Скелет передньої кінцівки складається з плеча (плечова кістка), передпліччя (променева і ліктьова кістки) та кисті (кістки зап'ястка, п'ястка і фаланги пальців). Тазовий пояс складається з парних клубових, сідничних і лобкових кісток, що зрослися між собою. Він прикріплений до крижового хребця через клубові кістки. До складу скелета задньої кінцівки входять стегно, гомілка (велика та мала гомілкова кістки) і стопа. Кістки передплесна, плесна і фаланги пальців. У безхвостих кістки передпліччя і гомілки зливаються. Всі кістки задньої кінцівки сильно подовжені, утворюючи потужні важелі для пересування стрибками.
У земноводних вперше з'явилася справжня п'ятипала кінцівка. Також у земноводних немає ребер.

### Мускулатура
Мускулатура поділяється на мускулатуру тулуба і кінцівок. Тулубова мускулатура сегментована.
Групи спеціальних м'язів забезпечують складні рухи важільних кінцівок. На голові розташовані м'язи-піднімачі та опускаючі м'язи.
У жаби, наприклад, м'язи найкраще розвинені в області щелеп і кінцівок. У хвостатих земноводних (вогняна саламандра) так само сильно розвинені хвостові м'язи.

### Органи дихання
Органом дихання у земноводних є:
- Легені (спеціальні органи повітряного дихання);
- Шкіра і слизова поверхня ротоглоткової порожнини (додаткові органи дихання);
- Зябра (у деяких водних мешканців і у пуголовків).

У більшості видів (крім безлегеневих саламандр і жаб Barbourula kalimantanensis) є легені не дуже великого об'єму у вигляді тонкостінних мішків, обплетених густою мережею кровоносних судин. Кожна легеня відкривається самостійним отвором у гортанно-трахейну западину (тут розташовані голосові зв'язки, що відкриваються щілиною в ротоглоткову порожнину). За рахунок зміни об'єму ротоглоткової порожнини повітря надходить у ротоглоткову порожнину через ніздрі при опусканні її дна. При підніманні дна повітря проштовхується в легені. У жаб, пристосованих до перебування у більш посушливому середовищі, шкіра роговіє, і дихання здійснюється переважно легенями.

### Органи кровообігу
Кровоносна система замкнена, серце трикамерне зі змішуванням крові у шлуночку (крім безлегеневих саламандр, які мають двокамерне серце). Температура тіла залежить від температури навколишнього середовища.
Кровоносна система складається з великого і малого кіл кровообігу. Поява другого кола пов'язана з надбанням легеневого дихання. Серце складається з двох передсердь (у правому передсерді кров змішана, переважно венозна, а в лівому — артеріальна) і одного шлуночка. Всередині стінки шлуночка утворюють складки, що перешкоджають змішуванню артеріальної та венозної крові. Зі шлуночка виходить артеріальний конус, забезпечений спіральним клапаном.
Артерії:
- Шкірнолегеневі артерії (несуть венозну кров до легенів і шкіри);
- сонні артерії (постачають артеріальною кров'ю органи голови);
- Дуги аорти несуть змішану кров до решти органів тіла.

Мале коло — легеневе, починається шкірно-легеневими артеріями, що несуть кров до органів дихання (легенів і шкіри); від легень збагачена киснем кров збирається у парні легеневі вени, що впадають у ліве передсердя.
Велике коло кровообігу починається дугами аорти і сонними артеріями, які розгалужуються в органах і тканинах. Венозна кров парними передніми порожнистими венами і непарною задньою порожнистою веною потрапляє у праве передсердя. Крім того, у передні порожнисті вени потрапляє окиснена кров від шкіри, тому кров у правому передсерді змішана.
У зв'язку з тим, що органи тіла забезпечуються змішаною кров'ю, в амфібій низький рівень обміну речовин і тому вони холоднокровні тварини.

### Органи травлення
Усі земноводні харчуються тільки здобиччю, що рухається. На дні ротоглоткової порожнині знаходиться язик. У безхвостих він переднім кінцем прикріплюється до нижніх щелеп, при вилову комах язик викидається з рота, до нього приліплюється здобич. На щелепах є зуби, що служать лише для утримання здобичі. У жаб вони розташовані лише на верхній щелепі.
У ротоглоткову порожнину відкриваються протоки слинних залоз, секрет яких не містить травних ферментів. З ротоглоткової порожнини їжа по стравоходу надходить у шлунок, звідти у дванадцятипалу кишку. Сюди відкриваються протоки печінки та підшлункової залози. Перетравлювання їжі відбувається в шлунку і дванадцятипалій кишці. Тонкий кишечник переходить у пряму кишку, яка утворює розширення — клоаку.

### Органи виділення
Органи виділення — парні тулубові нирки, від яких відходять сечоводи, що відкриваються в клоаку. У стінці клоаки є отвір сечового міхура, в який стікає сеча, що потрапила в клоаку з сечоводів. У тулубових нирках не відбувається зворотного всмоктування води. Після наповнення сечового міхура і скорочення м'язів його стінок, концентрована сеча виводиться в клоаку і викидається назовні. Своєрідна складність такого механізму пояснюється необхідністю земноводних зберігати більшу кількість вологи. Тому сеча не видаляється одразу з клоаки, а потрапивши в неї, попередньо надсилається в сечовий міхур. Частина продуктів обміну і велика кількість вологи виділяється через шкіру. Ці особливості не дозволили земноводним повністю перейти до наземного способу життя.

### Нервова система
У порівнянні з рибами відносна вага головного мозку земноводних більша. Вага головного мозку у відсотках від маси тіла становить у сучасних хрящових риб 0,06—0,44 %, у кісткових риб 0,02—0,94 %, у хвостатих земноводних 0,29—0,36 %, у безхвостих 0,50—0,73 %.
Головний мозок складається з п'яти відділів:
- Передній мозок сіра речовина присутня в невеликих кількостях (бо розмір переднього мозку порівняно малий) відносно великий, розділений на дві півкулі, має великі нюхові частки;
- Проміжний мозок добре розвинений;
- Мозочок розвинений сильно у зв'язку з виконанням складних рухів (підтримання рівноваги в плаванні, направленням рухів);
- Довгастий мозок є центром дихальної, кровоносної і травної систем;
- Середній мозок відносно невеликий, є центром зору, тонусу скелетної мускулатури.

### Органи чуття
Очі пристосовані до функціонування у повітряному середовищі. У земноводних очі схожі на очі риб, проте не мають сріблястої і відбивної оболонок, а також серпоподібного відростка. Недорозвинені очі лише у протеїв. У вищих земноводних є верхні (шкірясті) і нижні (прозорі) рухливі повіки. Миготлива перетинка (замість нижньої повіки у більшої частини безхвостих) виконує захисну функцію. Слізні залози відсутні, але є гардерова залоза, секрет якої змочує рогівку та оберігає її від висихання. Рогівка випукла. Кришталик має форму двоопуклої лінзи, діаметр якої змінюється в залежності від освітлення; акомодація відбувається за рахунок зміни відстані кришталика до сітківки. У багатьох розвинений кольоровий зір.
Органи нюху функціонують лише у повітряному середовищі, представлені парними нюховими мішками. Їхні стінки вистелені нюховим епітелієм. Відкриваються назовні ніздрями, а в ротоглоткову порожнину хоанами. Наявний якобсонів орган — сліпозамкнений канал, що відкривається в ротоглоткову порожнину, вважають, що сприймає запах їжі, яка перебуває у роті.
В органі слуху з'являється новий відділ — середнє вухо. Зовнішній слуховий отвір закриває барабанна перетинка, що поєднана зі слуховою кісточкою — стремінцем. Стремінце впирається в овальне вікно, що веде у порожнину внутрішнього вуха, передаючи йому коливання барабанної перетинки. Для вирівнювання тиску по обидва боки барабанної перетинки порожнина середнього вуха з'єднана з ротоглотковою порожниною слуховою трубою.
Органом дотику є шкіра, яка містить чутливі нервові закінчення.
У водних представників і пуголовків є органи бічні лінії.

### Статеві органи
Усі земноводні роздільностатеві. У більшості земноводних запліднення зовнішнє (у воді).
У період розмноження яєчники, наповнені зрілими яйцеклітинами, заповнюють у самок майже всю черевну порожнину. Дозрілі ікринки випадають у черевну порожнину тіла, потрапляють у яйцепровід і, пройшовши ним, через клоаку виводяться назовні.
Самці мають парні сім'яники. Сім'явивідні канальці, що відходять від них, потрапляють у сечоводи, що служать одночасно самцям як сім'япроводи. Вони також відкриваються в клоаку.

## Спосіб життя
Більшість проводить життя у вологих місцях, чергуючи перебування на суші й у воді, проте є деякі виключно водні види, а також види, які проводять життя виключно на деревах. Недостатня пристосованість земноводних до перебування в наземному середовищі зумовлює різкі зміни їхнього способу життя у зв'язку з сезонними змінами умов існування. Земноводні здатні впадати в тривалу сплячку при несприятливих умовах (холод, посуха). У деяких видів активність може змінюватися з нічної на денну при зниженні температури вночі. Земноводні активні лише у теплих умовах. При температурі +7 — +8 °C більшість видів впадають у заціпеніння, а при −2 °C — гинуть. Але деякі земноводні здатні переносити тривале заморожування, пересихання, а також регенерувати значні частини тіла, що були втрачені.
Деякі земноводні, наприклад, морська жаба Bufo marinus, можуть жити в солоній воді. Однак, більшість амфібій зустрічається лише у прісній воді. Тому вони відсутні на більшості океанічних островів, де умови для них у принципі сприятливі.

### Життєвий цикл
В життєвому циклі земноводних чітко виділяються чотири стадії розвитку: яйце, личинка (пуголовок), період метаморфозу, імаго.
Яйця (ікринки) земноводних, як й ікра риб, не мають водонепроникної оболонки. Для розвитку яйця необхідно його постійне зволоження. Переважна більшість земноводних відкладають ікру в прісних водоймах, однак відомі й винятки: черв'яги, амфіуми, велетенські саламандри та деякі інші амфібії відкладають ікру на суші. Навіть у цих випадках яйця потребують підвищеної вологості навколишнього середовища, забезпечення якої лягає на батьків. Відомі види, які носять ікринки на своєму тілі: самиця сітчастої веслоногої жаби прикріплює їх до живота, а самці жаб-повитух обмотують шнуркоподібну кладку навколо задніх ніг. Особливо незвично виглядає турбота про потомство у піпи сурінамської — запліднена ікра вдавлюється самцем у спину самки й остання носить її на собі, поки з ікри не вилупляться молоді піпи.
З ікринок вилуплюються личинки, що ведуть водний спосіб життя. За своєю будовою личинки нагадують риб: у них відсутні парні кінцівки, дихають зябрами (зовнішніми, потім внутрішніми); мають двокамерне серце та одне коло кровообігу, органи бічної лінії.
Зазнаючи метаморфозу, личинки перетворюються на імаго, що ведуть наземний спосіб життя. Процес метаморфозу у безхвостих амфібій відбувається стрімко, тоді як у примітивних саламандр і безногих земноводних він сильно розтягнутий у часі.
Земноводні деяких видів піклуються про потомство (жаба, квакші).

### Харчування
Всі сучасні земноводні на стадії імаго — хижаки, харчуються дрібними тваринами (в основному комахами та безхребетними), здатні до канібалізму. Рослиноїдних тварин серед земноводних немає через вкрай повільний обмін речовин. У раціон водних видів може входити молодь риб, а найбільші можуть полювати на пташенят водоплавних птахів і дрібних гризунів, що потрапили у воду.
Характер харчування личинок хвостатих земноводних практично аналогічний до харчування дорослих тварин. Личинки безхвостих мають кардинальну відмінність, харчуючись рослинною їжею і детритом, переходячи до хижацтва лише у кінці личинкової стадії.

### Розмноження
Спільною особливістю розмноження майже всіх земноводних є їх залежність від води у цей період, де вони відкладають яйця і де відбувається розвиток личинок. Розмножуються земноводні у дрібних водоймах, що добре прогріваються. У теплі весняні вечори, наприкінці квітня та у травні, зі ставків лунають гучні звуки. Ці «концерти» влаштовують самці жаб для привернення уваги самок.

## Отруйні види
Дуже отруйними є жаби-дереволази. Отрута, яку виділяють шкірні залози земноводних, містить бактерициди.
Зокрема, надзвичайно отруйним земноводним є жаба-кокоа, мешканець тропічних лісів Колумбії, розміром всього 2—3 см. Її шкірний слиз містить батрахотоксин. Зі шкіри кокоа індіанці готують отруту для стріл. Однієї жаби достатньо щоб отруїти 50 стріл.
2 мг очищеної отрути іншої південноамериканської жаби — листолаза жахливого — досить, щоб убити людину. Проте, в цієї жаби є природний ворог — невелика змія Erythrolamprus epinephalus, яка харчується молодими листолазами.

## Земноводні у житті людини
Безхвостих земноводних (жаб) людина використовує в їжу.
Завдяки живучості земноводних часто тримають як лабораторних тварин.
Відомі цілющі властивості отрути земноводних. Порошок із сушених жаб'ячих шкірок застосовують у Китаї та Японії при водянці, для поліпшення серцевої діяльності, від зубного болю і при кровотечі ясен. Порівняно недавно у тропічних лісах Південної Америки була виявлена деревна жаба, що виділяє речовини, які у 200 разів ефективніші від морфію.
Доволі популярним є утримання земноводних у неволі (див. тераріум).
На початку XXI століття спостерігають масове вимирання видів амфібій.